# ゲートターンオフサイリスタ

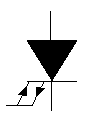
GTOの回路図記号

もう一つのGTOサイリスタの回路記号。右側が最もポピュラーである

ゲートターンオフサイリスタ（gate turn-off thyristor：GTO）は、自己消弧素子の一種で、ゲートに逆方向の電流を流すことにより、ターンオフできる機能をもつサイリスタである。

## 構造
サイリスタのカソード電極を多数の島に分割し、その周りをゲート電極で囲む構造にすることにより、負のゲート電流を流したときにアノード・カソード間のキャリア電流が引き抜かれやすくなるように改良したものと考えればよい。言い換えれば小電流のサイリスタが多数並列に接続されたものである。
一般のサイリスタを定格の10分の1程度で使用する領域ではGTOサイリスタのようにマイナスゲート信号でターンオフすることが可能である。

## 用途と特徴
誘導電動機を駆動するインバータのスイッチング用素子として1977年に初めて使用され、以後工業分野や電気鉄道などに多用されてきたが、2000年代以降では絶縁ゲートバイポーラトランジスタ（IGBT）にその地位を譲りつつある。理由としては以下が挙げられる。
- ターンオフした際にアノード・カソード間に一時的に発生するスパイク電圧を緩和するためのダイオード、抵抗器、コンデンサを利用した付加回路（スナバ回路）が不可欠であり、回路が複雑である。
- ターンオフ後に完全にアノード・カソード間の電圧が安定するまでの時間（テール時間と呼ぶ）がトランジスタより長いため、スイッチング周波数を概ね可聴領域（人間の耳で聞こえる領域）より高くできない。このため、例えばこの素子をインバータに利用して誘導電動機の回転数やトルクを制御する場合、スイッチングにより電動機から発せられる唸り音が大きく感じられることになる。
- ターンオフするためのゲート電流がアノード・カソード間電流の概ね数分の一と大きく（トランジスタでは数十〜数千分の一）、逆電圧を作る大容量の電源回路あるいはコイルによる逆起電力発生回路が必要でトランジスタと同様電流容量に比例してゲート駆動回路が大きくなり、かつゲート電流の全ては熱損失となるため、消費電力や発熱が大きくなる。

日本においては最盛期では重電3社はじめ7 - 8社が製造し製品化していたが、現在は全て生産を終了している。